# Sympaestria triramosa
Sympaestria triramosa är en insektsart som beskrevs av Heinrich Hugo Karny 1923. Sympaestria triramosa ingår i släktet Sympaestria och familjen vårtbitare. Inga underarter finns listade i Catalogue of Life.